# My Best Friend's Girl
My Best Friend's Girl är en amerikansk romantisk komedifilm från 2008. Den är regisserad av Howard Deutch, och har bland andra Dane Cook, Kate Hudson, Jason Biggs, Diora Baird, Alec Baldwin, Riki Lindhome och Lizzy Caplan i rollerna. Detta är den sista filmen som Deutch har regisserat.
Filmen hade biopremiär i USA den 19 september 2008, och biopremiär i Sverige den 5 december samma år. Filmen fick generellt ogynnsamma recensioner från kritiker, samt drog in en totalsumma på 41 miljoner dollar.

## Handling
Filmens handling kretsar kring hjälplinjeoperatören Sherman "Tank" Turner, som bor i en lägenhet, tillsammans med sin styvkusin och bästa vän Dustin. Tanks arbete går ut på att "hjälpa" män att få sina kvinnor tillbaka, genom att ta ut dem på en minst sagt katastrofal dejt. Under dejten beter sig Tank som en oförskämd, vulgär neandertalare, tills kvinnan börjar inse att hennes ex trots allt inte är så dålig, och går tillbaka till honom.
Dustin har blivit kär i sin jobbkollega Alexis. Han tar därför ut henne på en dejt, och bekänner sin kärlek för henne. Trots det insisterar Alexis på att de ska förbli vänner. Dustin förklarar situationen för Tank, som då erbjuder sig att hjälpa honom, vilket till en början avvisas av Dustin. Men när han sedan får se att Alexis står flirtar med en annan medarbetare på jobbet vänder han sig återigen till Tank, och ber honom att gå ut med henne.
Tank och Alexis blir förälskade i varandra, så att de till och med börjar ligga med varandra. Detta upptäcks av Dustin, som börjar bråka med Tank, vilket får dem att gå skilda vägar. Efter att ha rådgjort med sin far börjar Tank tvivla på att han förtjänar ett seriöst förhållande med Alexis. Tank saboterar sedan förhållandet med Alexis och ber Dustin om ursäkt. 
Dustin avslöjar sedan Tanks alla planer för Alexis, vilket gör henne upprörd. Tank inser dock efter ett tag att han verkligen älskar Alexis, men trots hans försök att gottgöra henne förblir hon helt oberörd. De försonas dock tre månader senare, efter att på skämt ha förolämpat varandra på en restaurang.
Under tiden ligger Dustin med Alexis rumskamrat Ami, sedan de har upptäckt att de båda har gemensamma sexuella intressen.

## Rollista (i urval)
| Dane Cook       | – Sherman "Tank" Turner    |
| Kate Hudson     | – Alexis                   |
| Jason Biggs     | – Dustin                   |
| Diora Baird     | – Rachel                   |
| Alec Baldwin    | – Professor William Turner |
| Lizzy Caplan    | – Ami                      |
| Taran Killam    | – Josh                     |
| Malcolm Barrett | – Dwalu                    |
| Riki Lindhome   | – Hilary                   |
| Mini Andén      | – Lizzy                    |
| Jenny Mollen    | – Colleen                  |
| Nate Torrence   | – Craig                    |